# Världens viktigaste bok
Världens viktigaste bok. Om kroppen, känslor och sex är en sexualkunskapsbok utgiven 2012 för 10- till 13-åringar, skriven av Nathalie Simonsson. Boken ges ut av Ordfront i samarbete med RFSU.
I boken, som är illustrerad med mangaliknande teckningar av Yokaj Studio, kan unga tonåringar få svar på många av de frågor de velat ställa men inte vågat. Boken diskuterar även normer, jämlikhet, ja- och nejkänslor, självkänsla, mobbning och vad som är en bra vän.